# なないろ (BUMP OF CHICKENの曲)
「なないろ」は、BUMP OF CHICKENの楽曲。
2021年5月18日に16作目の配信限定シングルとして、12月22日に27作目のフィジカルシングルの表題曲としてリリースされた。NHK連続テレビ小説『おかえりモネ』の主題歌である。
本項では、2021年12月22日にリリースされたCDシングルについても取り扱う。

## 背景とリリース
前作『アカシア/Gravity』より約1年ぶりとなるフィジカルシングル。2021年に配信限定でリリースされた「なないろ」「Flare」「Small world」の3曲を収録している。
「Small world」は、映画『映画 すみっコぐらし 青い月夜のまほうのコ』の主題歌に起用された。
初回限定盤A・B、通常盤の3形態でリリース。初回限定盤には、2021年11月4日にYouTubeにて配信されたスタジオライブ『Silver Jubilee』の模様が収録されたDVD/Blu-rayが付属する。なお、リリースに先駆け、スタジオライブ『Silver Jubilee』から「アカシア」の映像が公開された。
配信時に藤原がベースをレコーディングした「Flare」「なないろ」は、直井のベースで再レコーディングが行われた。現在サブスクリプションでは2バージョンそれぞれの配信が行われている。
表題曲の「なないろ」は2021年12月31日放送の『第72回NHK紅白歌合戦』で「天体観測」とともに演奏された。
「なないろ」は2022年7月2日、3日に行われた「LIVE 2022 Silver Jubilee」幕張メッセ公演で4曲目としてライブ初披露。以降、「ROCK IN JAPAN FESTIVAL 2022」「TOUR 2022 Silver Jubilee」「TOUR 2023 be there」ではすべて本編4曲目に演奏された。
「Small world」をライブで演奏する際、直井はイントロでアコースティックギターを弾く。
「Flare」「Small world」は「LIVE 2022 Silver Jubilee」「TOUR 2022 Silver Jubilee」「TOUR 2023 be there」ですべて日替わりで演奏された。
2022年10月26日、「なないろ」のライブ映像が公開された 。

## チャート成績
本楽曲は、2021年5月26日公開（集計期間：2021年5月17日～5月23日）のBillboard JAPANダウンロード・ソング・チャート「Download Songs」で38,141DLを売り上げ2位デビューを果たした。ラジオ2位、動画再生24位、Twitter 25位を記録し、「JAPAN HOT 100」では3位に初登場した。
オリコンチャートでは、初週10.5万枚を売り上げ、2021年12月28日発表の最新「オリコン週間シングルランキング」で初登場1位を獲得した。同ランキング1位獲得は、2012年1月30日付での『グッドラック』以来9年11ヵ月ぶり・通算8作目。

### 認定と売上
|                                | 認定 (RIAJ) | 売上/再生回数      |
| ------------------------------ | ----------- | ------------------ |
| フィジカルCD                   | ゴールド    | 111,648            |
| ダウンロード                   | 未公表      | 125,000 DL         |
| ストリーミング                 | ゴールド    | 50,000,000* 回再生 |
| *認定のみに基づく売上/再生回数 |             |                    |

## ミュージック・ビデオ
バンドのMVとしては初めてYouTubeのプレミア公開を使用して配信開始に合わせて、解禁された。林響太朗が監督を務めている。林がBUMP OF CHICKENのMVを担当するのは「Gravity」以来で4度目。『おかえりモネ』のオープニング映像も林が手掛けている。MVには双子の女優である吉村栞乙・吉村眞乙が起用されている。なお、CDリリースに合わせてメンバーの演奏による「Performance MV」が島田大介によって制作された。
また「Flare」は太田好治、藤原が屋外に出向いた部分を佐倉市内で撮影した「Small world」は小島央大がそれぞれ監督を務めている。なお「なないろ」はバンドのMVで初の「4K（2160p）」対応で制作されており、以後同曲の「Performance MV」と「Small world」も4Kで制作している。

## 収録内容
| 全作詞・作曲: 藤原基央、全編曲: BUMP OF CHICKEN & MOR。 |                                                                    |          |            |      |
| #                                                       | タイトル                                                           | 作詞     | 作曲・編曲 | 時間 |
| 1.                                                      | 「なないろ」(NHK連続テレビ小説『おかえりモネ』主題歌)              | 藤原基央 | 藤原基央   | 4:22 |
| 2.                                                      | 「Flare」                                                          | 藤原基央 | 藤原基央   | 4:50 |
| 3.                                                      | 「Small world」(映画『すみっコぐらし 青い月夜のまほうのコ』主題歌) | 藤原基央 | 藤原基央   | 5:19 |
| 4.                                                      | 「やさしごん」(隠しトラック、通常盤のみ)                           | 藤原基央 | 藤原基央   | 9:52 |
| 合計時間:                                               | 合計時間:                                                          | 24:23    |            |      |

| 2021年11月4日にYouTubeにて配信されたスタジオライブ「Silver Jubilee」の模様を収録。 |                  |      |            |
| #                                                                                  | タイトル         | 作詞 | 作曲・編曲 |
| 1.                                                                                 | 「アカシア」     |      |            |
| 2.                                                                                 | 「Hello,world!」 |      |            |
| 3.                                                                                 | 「Flare」        |      |            |
| 4.                                                                                 | 「Small world」  |      |            |
| 5.                                                                                 | 「サザンクロス」 |      |            |

## テレビ出演
| 日付           | 番組名              | 放送局  | 出典   |
| -------------- | ------------------- | ------- | ------ |
| 2021年12月31日 | 第72回NHK紅白歌合戦 | NHK総合 | [ 16 ] |